# James Prigoff
James Prigoff, né le 29 octobre 1927 et mort le 21 avril 2021, est un photographe américain, auteur et conférencier se spécialisant sur les graffitis, les peintures murales et le spraycan art. 
Il a voyagé à travers le monde pour documenter cet art. Sa collection personnelle de plus de 80 000 photographies est l'une des plus représentatives de l'évolution de ces mouvements.

## Récompenses
- Titre d'Urban Legend à la Urban Legends L.A. Gallery, avec Judy Baca, fondateur de S.P.A.R.C. (Venise) et Kent Twitchell.

## Expositions
1990
- War and Peace, Berlin Ouest
- Art Against Racism, Vancouver

1994
- Black Power – Black Art – 20 years of African American Murals, California State University, San Francisco
- Made in California – 1900-2000, Los Angeles Museum of Art, Los Angeles

2001
- Painting and Politics, Social Political Art Resource Center, Venice (Californie)[2]
- Hip Hop Nation, Yerba Buena Art Center, San Francisco, Californie

2001-2011
- Walls of Heritage – Walls of Pride – traveling Museum art show at the Smithsonian, Washington D.C. – co-curateur et photographe.

2004
- Cambridge Arts Council (CAC)- 5 mai-30 juin[3]

2010
- San Francisco Graffiti Retrospective, I AM Gallery, San Francisco

2011
- Art in the Streets – Lamoca, Los Angeles

2012
- James Prigoff - Loyola University, Chicago

2017
- James Prigoff - Art and Design Museum, Los Angeles

2018
- Beyond the Streets - Los Angeles
- Hip Hop Retrospective - Oakland Art Museum, Oakland